# Communauté de communes de la région d'Ardres et de la vallée de la Hem
La communauté de communes de la région d'Ardres et de la vallée de la Hem (CCRAVH) est une ancienne communauté de communes française, située dans le département du Pas-de-Calais et la région Nord-Pas-de-Calais, arrondissement de Saint-Omer.
Le 1er janvier 2014, elle est dissoute et divisée au profit de trois intercommunalités voisines : la communauté d'agglomération de Saint-Omer, la communauté de communes des Trois Pays et la communauté de communes du Pays de Lumbres.

## Historique
La communauté de communes est dissoute au 1er janvier 2014 conformément aux prévisions du schéma départemental de coopération intercommunale approuvé le 22 décembre 2011, et les communes membres sont réparties dans trois autres intercommunalités : 
- Bayenghem-lès-Éperlecques, Mentque-Nortbécourt, Nordausques, Nort-Leulinghem, Tournehem-sur-la-Hem et Zouafques rejoignent la communauté d’agglomération de Saint-Omer.
- Ardres, Autingues, Balinghem, Brêmes-les-Ardres, Landrethun-les-Ardres, Louches, Nielles-les-Ardres et Rodelinghem adhèrent à la communauté de communes des trois pays
- Audrehem, Bonningues-les-Ardres, Clerques, Journy et Rebergues se joignent à la communauté de communes du pays de Lumbres[1],[2].

## Territoire communautaire

### Composition
La communauté de communes était composée des communes suivantes :
| Nom                       | Code Insee | Gentilé                  | Superficie (km2) | Population (dernière pop. légale) | Densité (hab./km2) |
| ------------------------- | ---------- | ------------------------ | ---------------- | --------------------------------- | ------------------ |
| Ardres (siège)            | 62038      | Ardrésiens               | 13,52            | 4 304 (2014)                      | 318                |
| Audrehem                  | 62055      | Audrehemais              | 9,19             | 537 (2014)                        | 58                 |
| Autingues                 | 62059      | Autinguois               | 2,97             | 288 (2014)                        | 97                 |
| Balinghem                 | 62078      | Balinghemois             | 5,79             | 1 185 (2014)                      | 205                |
| Bayenghem-lès-Éperlecques | 62087      | Bayenghemois             | 4,51             | 1 000 (2014)                      | 222                |
| Bonningues-lès-Ardres     | 62155      | Bonninguois              | 10,60            | 672 (2014)                        | 63                 |
| Brêmes                    | 62174      | Brêmois                  | 7,25             | 1 305 (2014)                      | 180                |
| Clerques                  | 62228      | Clerquois                | 6,39             | 307 (2014)                        | 48                 |
| Journy                    | 62478      | Journysiens              | 3,35             | 273 (2014)                        | 81                 |
| Landrethun-lès-Ardres     | 62488      | Landrethunois            | 5,71             | 731 (2014)                        | 128                |
| Louches                   | 62531      | Louchois                 | 12,83            | 945 (2014)                        | 74                 |
| Mentque-Nortbécourt       | 62567      | Mentquois-Nortbécourtois | 10,78            | 642 (2014)                        | 60                 |
| Nielles-lès-Ardres        | 62614      | Niellois                 | 4,48             | 523 (2014)                        | 117                |
| Nordausques               | 62618      | Nordausquois             | 5,94             | 1 158 (2014)                      | 195                |
| Nort-Leulinghem           | 62622      | Nort-Leulinghemois       | 3,45             | 200 (2014)                        | 58                 |
| Rebergues                 | 62692      | Reberguois               | 4,74             | 358 (2014)                        | 76                 |
| Rodelinghem               | 62716      | Rodelinghemois           | 4,35             | 560 (2014)                        | 129                |
| Tournehem-sur-la-Hem      | 62827      | Sarrazins                | 18,14            | 1 452 (2014)                      | 80                 |
| Zouafques                 | 62904      | Zouafquois               | 3,93             | 642 (2014)                        | 163                |

## Administration

### Élus
L'intercommunalité était administrée par des conseillers communautaires élus au sein de chaque conseil municipal des communes qui la composaient.

### Liste des présidents
| Période | Période | Identité             | Étiquette | Qualité                                                        |
| ------- | ------- | -------------------- | --------- | -------------------------------------------------------------- |
| 2000    | 2008    | Bernard Carpentier   |           | Maire d'Ardres (1989 → 2008), Conseiller Général (1992 → 2011) |
| 2008    | 2013    | Jean-Michel Marcotte |           | Maire de Nordausques (1995 → )                                 |

### Scot
Le schéma de cohérence territoriale du pays du Calaisis intègre cinq communautés d'agglomérations : la communauté d'agglomération du Calaisis, la communauté de communes de la Région d'Audruicq, la communauté de communes de la région d'Ardres et de la vallée de la Hem, la communauté de communes des trois pays et la communauté de communes du sud-ouest du Calaisis

## Pour approfondir